# Schalenbrennen

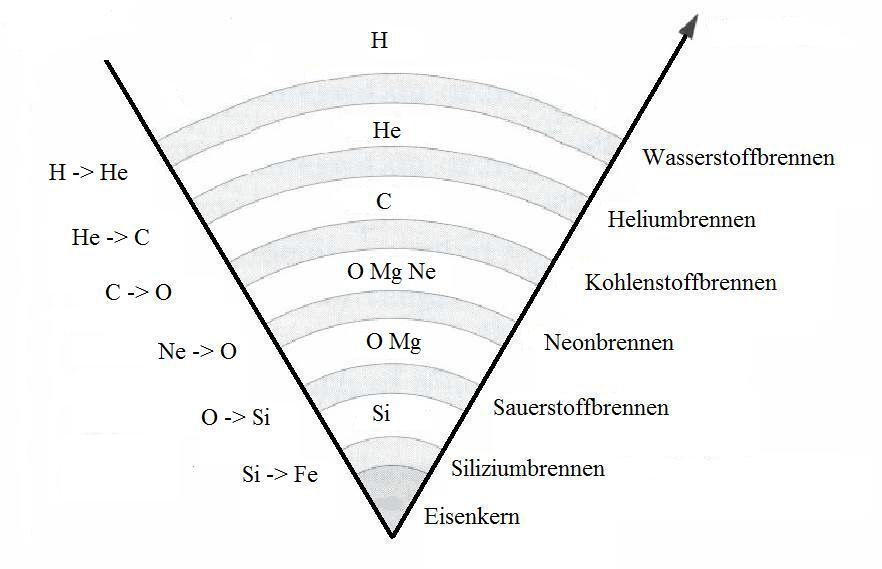
Schichten von Fusionsprozessen in einem Stern mit genügend großer Masse; von oben nach unten; weiß: Schicht ohne Fusionsprozesse; grau: Schicht mit Fusionsprozessen; sonstige in dem jeweiligen Prozess erzeugte Elemente in
1: Wasserstoffbrennen: H → He
2: Heliumbrennen: He → C (Be)
3: Kohlenstoffbrennen: C → O (Mg, Na, Ne)
4: Neonbrennen: Ne → O (Mg)
5: Sauerstoffbrennen: O → Si (Mg, Ne, P, S)
6: Siliciumbrennen: Si → Fe (Co, Ni)

Als Schalenbrennen bezeichnet man einen Vorgang in einem alternden Stern. Die Energieerzeugung durch Wasserstoffbrennen verlagert sich vom innersten Volumen in die Peripherie, während im Kern zunächst Helium zu Kohlenstoff und später dann ggf. noch weitere schwerere Elemente fusioniert werden.

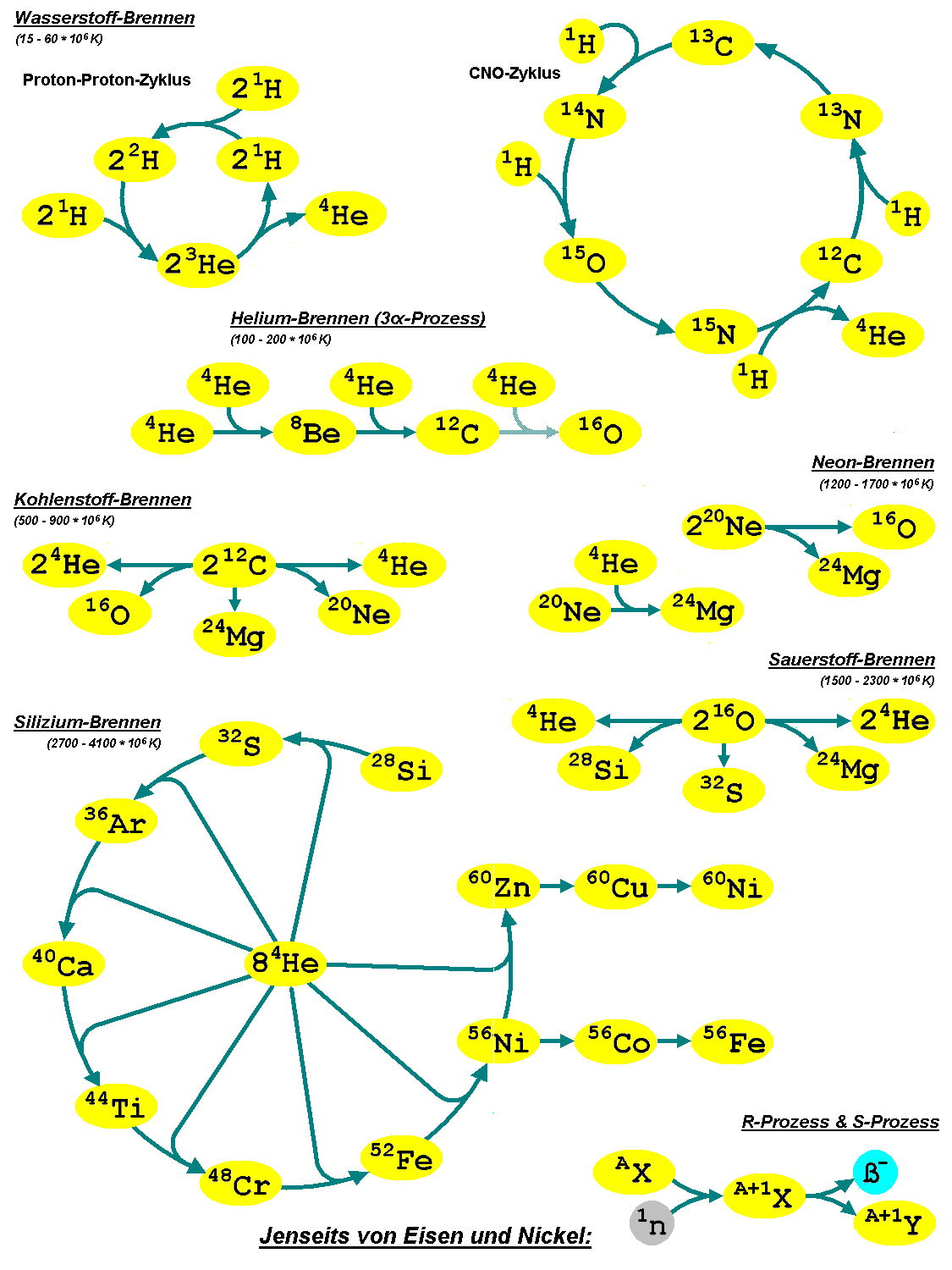
Übersicht der aufeinander folgenden Fusionsprozesse innerhalb massereicher Sterne

## Ablauf
Wenn ein Großteil der Wasserstoffkerne im innersten Kern des Sternes zu Heliumkernen fusioniert ist, erlischt diese erste Stufe der Kernfusion. Dadurch sinkt der Strahlungsdruck des Sterns, der durch die beim Wasserstoffbrennen freigesetzte Energie erzeugt wurde. Der Strahlungsdruck hat bis zu diesem Zeitpunkt zusammen mit dem Gasdruck der Gravitation entgegengewirkt und den Stern im hydrostatischen Gleichgewicht der drei Kräfte gehalten. Wegen der nun vorherrschenden Gravitation beginnt der Stern jetzt zu schrumpfen. Aufgrund der Gasgesetze steigen dabei Temperatur und Dichte im Innern, sodass im Kern die nächste Fusionsstufe, das Heliumbrennen, einsetzen kann, sofern der Stern eine genügend große Masse besitzt.
Durch die im Kern neu beginnende Fusion wird die Temperatur einer Kugelschale um den Kern herum ebenfalls steigen, bis der dort noch vorhandene Wasserstoff anfängt, zu Helium zu fusionieren, wie zuvor im Innersten des Sterns.
Dieser Vorgang (Erschöpfung des Kernbrennstoffs im Kern, Kontraktion, nächste Fusionsstufe) wiederholt sich in den nächsten Zeitabschnitten, vorausgesetzt, dass der Stern für die jeweils nächste Stufe eine genügend große Masse besitzt. Hat er mehr als 4 (oder 5, siehe unten) Sonnenmassen, folgt als weitere Stufe das Kohlenstoffbrennen. Sollte der Stern mehr als 8 (oder 11, siehe unten) Sonnenmassen haben, dann folgen noch Neonbrennen, Sauerstoffbrennen und als letzte Stufe das Siliciumbrennen. Der Stern gleicht jetzt in seinem Inneren einer Zwiebel mit Schalen, die nach innen aus immer schwereren Elementen bestehen.
Das Siliciumbrennen stellt das Ende der Fusionsprozesse dar. Der Vorrat an Kernbrennstoff im Inneren wird beim Siliciumbrennen je nach Masse des Sterns in wenigen Stunden bis zu wenigen Tagen aufgebraucht, und dem Gravitationskollaps folgt die Explosion des Sterns in einer Supernova.

## Benötigte Massen
Um die jeweils nächste Stufe in dieser Kette von Fusionsprozessen einleiten zu können, benötigt ein Stern mindestens die folgenden Massen (alle Angaben in Sonnenmassen M☉):
- Wasserstoffbrennen: mindestens 0,08 M☉[1]
- Heliumbrennen: mindestens 0,25[1] bzw. 0,5[2] M☉
- Kohlenstoffbrennen: mindestens 4[1] bzw. 5[2] M☉. Gemäß den folgenden Quellen[3][4] ist aber eigentlich die Masse des Kerns nach dem Heliumbrennen entscheidend, die bei mindestens 1[3] bzw. 1,06[4] M☉ liegen muss.
- Neonbrennen: mindestens 8[2] bzw. 11[4] M☉. Gemäß den folgenden Quellen[5][6] sind die Grenzmassen nicht genau bestimmt.
- Sauerstoffbrennen: mindestens 8[2] bzw. 11[4] M☉
- Siliciumbrennen: mindestens 8[2] bzw. 11[4] M☉

## Benötigte Temperaturen im Kern
Um die jeweils nächste Stufe in dieser Kette von Fusionsprozessen einleiten zu können, ist im Kern des Sterns mindestens die folgende Temperatur nötig:
- Wasserstoffbrennen: zwischen 1 und 15[1] 35[4][7] 40[8] oder 60[9] Mio. Kelvin
- Heliumbrennen: mindestens 100[1][10][2] 180[4][7] oder 200[8][9] Mio. K
- Kohlenstoffbrennen: mindestens 500[1] 600[8][10][2] 810[7] 830[4] oder 900[9] Mio. K
- Neonbrennen: mindestens 1,2[8] 1,6[4][7] oder 1,7[9] Mrd. K
- Sauerstoffbrennen: mindestens 1,5[8] 1,9[4][7] zwischen 1,5 und 2[2] oder 2,3[9] Mrd. K
- Siliciumbrennen: mindestens 2,7[8] 3,3[4][7] oder 4,1[9] Mrd. K

## Dauer der Brennphasen
Verglichen mit Wasserstoff- und Heliumbrennen setzt die Fusion schwererer Kerne deutlich weniger Energie frei:
| Brennphase | wichtigste Reaktionskette(n) (Gesamtbilanz) | freigesetzte Energie* | freigesetzte Energie* |
| Brennphase | wichtigste Reaktionskette(n) (Gesamtbilanz) | insgesamt             | pro Nukleon           |
| --- | --- | --------------------- | --------------------- |
| Wasserstoffbrennen | {\displaystyle \mathrm {4\,{}_{1}^{1}H\rightarrow {}_{2}^{4}He+2e^{+}+2\nu _{e}} }                                                                       | 26,731 MeV            | 6,683 MeV             |
| Heliumbrennen | {\displaystyle \mathrm {3\,{}^{4}He\rightarrow {}_{\ 6}^{12}C} }                                                                                         | 07,275 MeV            | 0,606 MeV             |
| Kohlenstoffbrennen | {\displaystyle \mathrm {_{\ 6}^{12}C+{}_{\ 6}^{12}C\rightarrow {}_{10}^{20}Ne} +\mathrm {_{2}^{4}He} }                                                   | 04,617 MeV            | 0,192 MeV             |
| Neonbrennen | {\displaystyle \mathrm {\ _{10}^{20}Ne+{}{\ _{10}^{20}Ne}\rightarrow {_{12}^{24}Mg}+{}_{\ 8}^{16}O} }                                                    | 04,587 MeV            | 0,115 MeV             |
| Neonbrennen | {\displaystyle \mathrm {2\,{}_{10}^{20}Ne+{}_{2}^{4}He\rightarrow {_{12}^{24}Mg}+{}_{\ 8}^{16}O+{}_{2}^{4}He\rightarrow {}_{14}^{28}Si+{}_{\ 8}^{16}O} } | 14,571 MeV            | 0,331 MeV             |
| Sauerstoffbrennen | {\displaystyle \mathrm {_{\ 8}^{16}O+{}_{\ 8}^{16}O\rightarrow {}_{14}^{28}Si+{}_{2}^{4}He} }                                                            | 09,594 MeV            | 0,300 MeV             |
| Siliciumbrennen | {\displaystyle \mathrm {_{14}^{28}Si+{}_{14}^{28}Si\rightarrow {}_{28}^{56}Ni} }                                                                         | 10,921 MeV            | 0,195 MeV             |
| Siliciumbrennen | {\displaystyle \mathrm {_{14}^{28}Si+{}_{14}^{28}Si\rightarrow {}_{28}^{56}Ni\rightarrow {}_{28}^{56}Fe+2e^{+}+2\nu _{e}} }                              | 19,665 MeV            | 0,351 MeV             |
| *einschließlich der durch {\displaystyle \mathrm {e^{+}e^{-}} }-Annihilation freigesetzten Energie und der Energie der Neutrinos | |                       |                       |

Aus diesem Grund dauern die späteren Brennphasen im Kern des Sterns deutlich kürzer:
| Brennphase         | Stern mit 15 M☉ | mit 25 M☉               |
| ------------------ | --------------- | ----------------------- |
| Wasserstoffbrennen | 11 Mio. Jahre   | 7 Mio. Jahre            |
| Heliumbrennen      | 2 Mio. Jahre    | 500 bzw. 700 Tsd. Jahre |
| Kohlenstoffbrennen | 2.000 Jahre     | 600 Jahre               |
| Neonbrennen        | 0,7 Jahre       | 1 Jahr                  |
| Sauerstoffbrennen  | 2,6 Jahre       | 6 Monate                |
| Siliciumbrennen    | 18 Tage         | 1 Tag                   |

## Dichte im Kern
Die Dichte im innersten Kern des Sterns beträgt in der jeweiligen Brennphase:
| Brennphase         | Stern mit 15 M☉ | Stern mit 25 M☉ |
| ------------------ | --------------- | --------------- |
| Wasserstoffbrennen | 5,8 g/cm3       | 50 g/cm3        |
| Heliumbrennen      | 1.390 g/cm3     | 700 g/cm3       |
| Kohlenstoffbrennen | 2.8e5 g/cm3     | 2e5 g/cm3       |
| Neonbrennen        | 1.2e6 g/cm3     | 4e6 g/cm3       |
| Sauerstoffbrennen  | 8.8e6 g/cm3     | 1e7 g/cm3       |
| Siliciumbrennen    | 4.8e7 g/cm3     | 3e7 g/cm3       |

Zum Vergleich: Die Dichte von Gold beträgt 19,3 g/cm3, die Dichte von Kernmaterie beträgt etwa 2e14 g/cm3;